# Messinai-szoros
A Messinai-szoros (olaszul Stretto di Messina; szicíliaiul Strittu di Missina) egy keskeny tengerszoros Olaszországban, Szicília szigetének keleti vége és a Calabriai-félsziget déli csücske között. A Tirrén-tengert köti össze a Jón-tengerrel. A legkisebb távolság a sziget és félsziget között mindössze 3,1 km, Messina városának magasságában már 5,1 km. A szorosban egy természetes örvény alakul ki az északi és déli irányból érkező tengeri áramlatoknak köszönhetően. Ez a jelenség a görög mitológiában is megjelenik, mint Kharübdisz, a tengeri szörny. A néphagyomány Homérosz Odüsszeiájának Kharübdiszén kívül Szküllát (Scilla településen található szikla) is itt véli felfedezni, megszemélyesítve általa a tengerszoros veszélyes zátonyait.

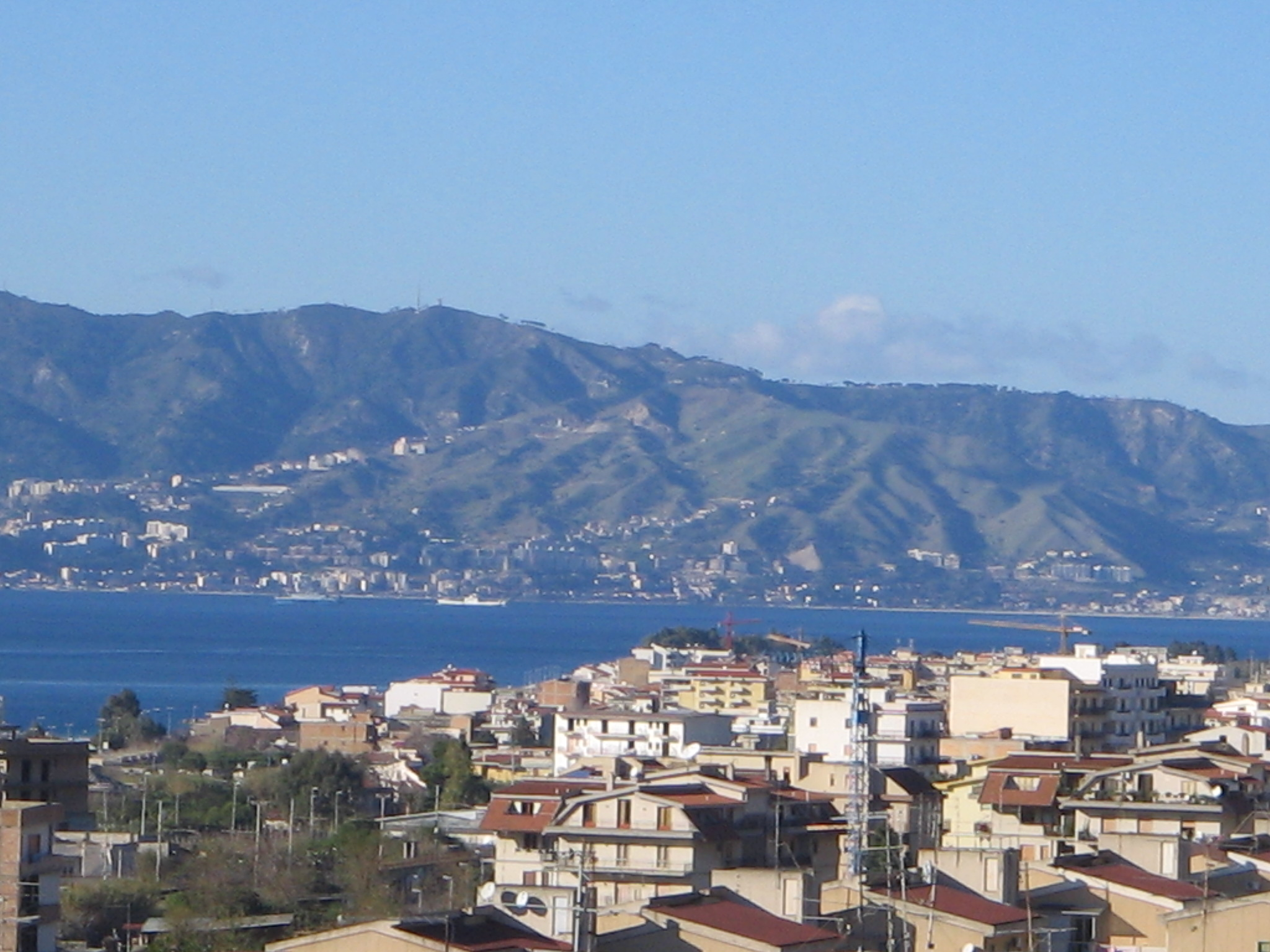
Szicília Reggio Calabriából nézve

Messina városát rendszeres kompjáratok kötik össze Villa San Giovannival (vasúti komp is) és Reggio Calabriával.
1957-ben egy 220 kV-os elektromos vezetéket építettek a szoros felé. A kábeleket tartó, úgynevezett (Messinai pilonok) a világ legmagasabb ilyen jellegű építményei közé tartoznak, ezért műemlékké minősítették őket.
Többször terveztek már hidat is Szicília és a kontinentális Olaszország közé, de építeni egyszer se kezdték el. A legutolsó hírek szerint a híd építése 2025-ben kezdődhet és 2030-2032 között fejeződhet be.

## Fordítás
- Ez a szócikk részben vagy egészben  a   Strait of Messina című angol Wikipédia-szócikk ezen változatának fordításán alapul.  Az eredeti cikk szerkesztőit annak laptörténete sorolja fel. Ez a jelzés csupán a megfogalmazás eredetét és a szerzői jogokat jelzi, nem szolgál a cikkben szereplő információk forrásmegjelöléseként.